# Vila Malanza
Vila Malanza és una localitat de São Tomé i Príncipe. Es troba al districte de Caué, al sud-oest de l'illa de São Tomé. El 2008 tenia 448 habitants. Limita al nord amb Porto Alegre, al sud amb Santa Josefina al sud-oest amb Monte Mário i a l'oest amb la Badia de Iago Iago. Tota la localitat es troba dins del Parc Natural d'Ôbo. Com a tota la part sud de l'illa, s'hi parla el crioll angolar. Fou fundada el 1883 i va rebre el nom per Jacinto Carneiro de Sousa Almeira, vescomte de Malanza, qui hi tenia unes plantacions de coco.

## Evolució de la població
| 2001 | 2008 |
| 393  | 448  |